# Hala Ośrodka Przygotowań Olimpijskich w Spale

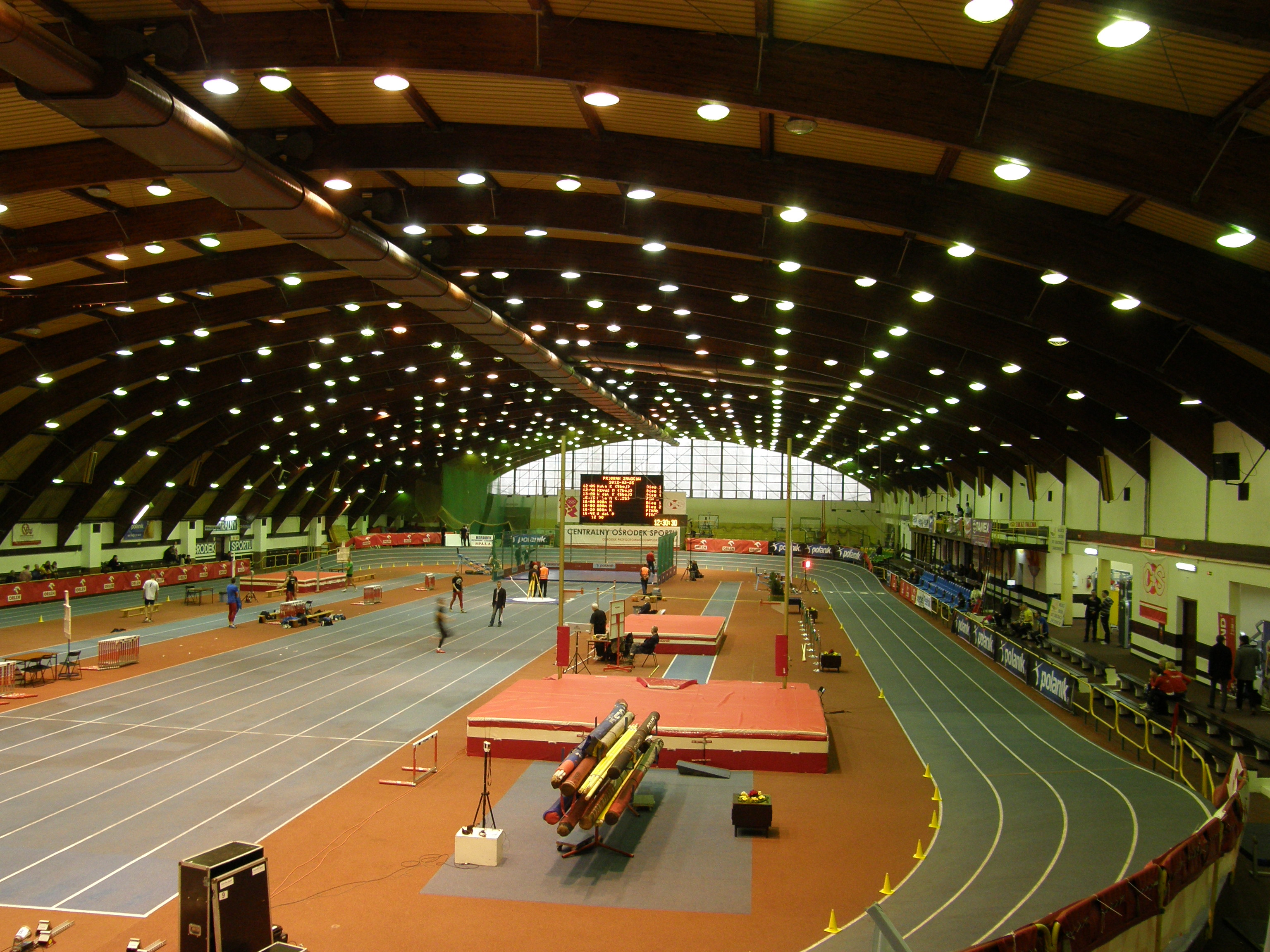
Hala w Spale podczas halowych mistrzostw Polski seniorów w 2012

Hala Ośrodka Przygotowań Olimpijskich w Spale – obiekt sportowy, którego główna część jest areną lekkoatletyczną będący częścią należącego do Centralnego Ośrodka Sportu Ośrodka Przygotowań Olimpijskich w Spale koło Tomaszowa Mazowieckiego.
Obecny obiekt (wcześniej w Spale istniała inna hala lekkoatletyczna z bieżnią tartanową oddana do użytku w latach 70. XX wieku) powstał w 1988 i stał się największą w Polsce halą do lekkoatletyki. Na wyposażenie obiektu, którego powierzchnia wynosi ponad 5000 m², znalazła się czterotorowa okólna bieżnia o długości 200 metrów oraz 60 metrowa bieżnia prosta. Hala może pomieścić ponad 3000 widzów. Od 1990 do 2013 bez przerwy był rokrocznie areną halowych mistrzostw Polski seniorów.